# Akaflieg Darmstadt D-30
Die Akaflieg Darmstadt D-30 Cirrus war ein einsitziges, freitragendes Schulterdecker-Segelflugzeug der Akademischen Fliegergruppe der Technischen Hochschule Darmstadt. Am 7. Juli 1938 wurde mit der D-30 durch Bernhard Flinsch ein Streckenweltrekord für Einsitzer über 305,624 km von Bremen nach Lübeck mit Rückkehr zum Startpunkt aufgestellt, der erst über ein Jahr später von B. Kimmelman mit einer RF-7 überboten werden konnte. Das Flugzeug überstand den Zweiten Weltkrieg und wurde 1945 in die USA gebracht, um es für Erprobungen zu nutzen. Dies geschah jedoch nicht, stattdessen wurde der Cirrus auf Anweisung des Militärs als „Feindflugzeug“ zerstört.

## Konstruktion
Das von R. Schomerus, Helmut Alt und Hans-Joachim Puffert 1933 konstruierte und von 1936 bis Ende Mai 1938 in der Werkstatt der Akaflieg gebaute Flugzeug entstand in Gemischtbauweise unter Verwendung der Leichtmetalle Duralumin für den Tragflächenholm und Elektron für den genieteten Leitwerksträger. Der dreiteilige Trapezflügel mit Wölbklappen verfügte über ein „laminarisiertes“ Profil und im Flug um 10° nach oben und 2,5° nach unten verstellbare Außenflügel. Das Cockpit im Holzrumpfboot war mit abwerfbarem Deckel, Acrylglashaube und luftgefederter Kufe versehen; das freitragende Leitwerk bestand aus sperrholzbeplankten Flossen und stoffbespannten Rudern mit Seilantrieb.

## Technische Daten
| Kenngröße              | Daten                |
| ---------------------- | -------------------- |
| Besatzung              | 1                    |
| Länge                  | 6,87 m               |
| Spannweite             | 20,10 m              |
| Höhe                   |                      |
| Flügelfläche           | 12,00 m²             |
| Tragflächenbelastung   | 22,9 kg/m²           |
| Flügelstreckung        | 33,6                 |
| Flügelprofil           | NACA 24              |
| Gleitzahl              | 37,6 bei 77 km/h     |
| Geringstes Sinken      | 0,55 m/s bei 72 km/h |
| Zuladung               | 85 kg                |
| Rüstmasse              | 203 kg               |
| Flugmasse              | 288 kg               |
| Mindestgeschwindigkeit | 53 km/h              |
| Höchstgeschwindigkeit  | 300 km/h             |